# Theodore L. Thomas
Theodore Lockard Thomas (geboren am 13. April 1920 in New York City; gestorben am 24. September 2005 in Tucson, Arizona) war ein amerikanischer Science-Fiction-Autor, Chemiker und Patentanwalt.

## Leben
Thomas studierte Chemie und Rechtswissenschaft am Massachusetts Institute of Technology und an der Georgetown University, wo er 1953 in als Juris Doctor abschloss. 1947 hatte er Virginia Kent Paton geheiratet, mit der er zwei Töchter und einen Sohn hatte. Im gleichen Jahr begann er als Chemieingenieur bei der American Cyanamid Company in Stamford, Connecticut. 1950 wurde er Patentanwalt in Washington, D.C., und ab 1955 arbeitete er für Armstrong Cork Co. in Lancaster, Pennsylvania. Von 1966 bis 1970 war er Vorsitzender des Lancaster Zoning Board of Adjustment und von 1970 bis 1971 Vorsitzender des Lancaster Narcotics and Dangerous Drugs Committee.
1949 hatte er die populärwissenschaftlichen Kolumne Science for Everybody für den Stamford Advocate zu schreiben begonnen, die er 30 Jahre lang fortsetzte. Im September 1952 erschienen erste Science-Fiction-Erzählungen von Thomas, nämlich The Revisitor in Space Science Fiction und Improbable Profession in Astounding, die er zusammen mit   Charles Leonard Harness unter dem Gemeinschaftspseudonym Leonard Lockard veröffentlichte. Improbable Profession war die erste einer Serie von Kurzgeschichten, in der er auf seinen Hintergrund als Patentanwalt zurückgriff.
Zusammen mit Kate Wilhelm schrieb er die Romane The Clone (1965, deutsch als Der Klon: Wesen aus Zufall) und Year of the Cloud (1970, deutsch als Das Jahr des schweren Wassers). In The Clone kommt es durch ein biochemisches Experiment zur Katastrophe, das Resultat des Experiment, ein amorphes Wesen, das jegliches organisches Material – also auch Menschen – absorbieren kann, entkommt in die Kanalisation und verbreitet von dort aus Schrecken. Der Roman basiert auf der von Thomas allein verfassten Kurzgeschichte The Clone von 1959. In Year of the Cloud gerät die Erde in den Bereich einer interstellaren Wolke, mit katastrophalen Auswirkungen, wobei Flutwellen und Vulkanausbrüche nur der Anfang sind. Das Wasser der Ozeane verwandelt sich in eine gelatinöse Substanz und die Welt droht zu verdursten.
Bekannt ist Thomas vor allem durch seine rund 60 Kurzgeschichten, die in den knapp 30 Jahren von 1952 bis 1981 erschienen, darunter mehrere, in denen eine Weltregierung ihre Macht auf der Kontrolle des Wetters gründet. Zu dieser Gruppe gehört The Weather Man (1962, deutsch als Die Wettermacher), in der Australien mit der Androhung einer Dürre gezwungen wird, sich der Autorität des globalen Weather Control Board zu fügen.
Außerdem schrieb Thomas von 1964 bis 1967 die populärwissenschaftliche Kolumne The Science Springboard für das Magazine of Fantasy and Science Fiction.
2005 ist Thomas im Alter von 85 Jahren gestorben.

## Bibliografie
Romane
- The Clone (1965, mit Kate Wilhelm)
  - Deutsch: Der Klon: Wesen aus Zufall. Bastei Lübbe Science Fiction Taschenbuch #24, 1973, ISBN 3-404-00059-5.
- Year of the Cloud (1970, mit Kate Wilhelm)
  - Deutsch: Das Jahr des schweren Wassers. Bastei Lübbe Science Fiction Bestseller #22003, 1978, ISBN 3-404-01056-6.

Patent Office (Kurzgeschichtenserie, als Leonard Lockhard)
- Improbable Profession (1952, mit Charles L. Harness)
- That Professional Look (1954, mit Charles L. Harness)
- The Magnificent Profession (1955)
- The Curious Profession (1956)
- The Professional Touch (1959)
- The Lagging Profession (1961, Essay)
- The Professional Approach (1962, mit Charles L. Harness)
- Professional Dilemma (1964)

Kurzgeschichten
- The Revisitor (1952)
- The Fatal Third (1953)
- The Penultimate Weapon (1954)
- Trial Without Combat (1955)
- The Far Look (1956)
- Ceramic Incident (1956)
- The Innocents' Refuge (1957)
- Mars Trial (1957)
- The Disappearing Man (1957)
- The Attractive Nuisance (1957)
- Twice-Told Tale (1957)
- Just Rub a Lamp (1957)
- The Back of a Hand (1958)
- The Law School (1958)
- The Sound of the Wind (1958)
- The Destroyers (1958)
- Satellite Passage (1958)
- The Good Work (1959)
- Broken Tool (1959)
- Day of Succession (1959)
- New Model Spaceman (1959)
- December 28th (1959)
- The Clone (1959)
- The Sound of Screaming (1960)
- The Crackpot (1960)
- The Flames of Life (1960)
- The Intruder (1961)
  - Deutsch: Der Eindringling. In: Charlotte Winheller (Hrsg.): Das letzte Element. Heyne (Heyne Allgemeine Reihe #224), 1963.
- The Moon v. Nansen (1961)
- Passage to Malish (1961)
- Test (1962)
  - Deutsch: Der Test. In: Charlotte Winheller (Hrsg.): Saturn im Morgenlicht. Heyne (Heyne Allgemeine Reihe #214), 1963. Auch als: Test. In: Edward L. Ferman, Anne Jordan (Hrsg.): Die besten Horror-Stories. Droemer Knaur (Knaur Horror #1835), 1989, ISBN 3-426-01835-7.
- The Spy (1962)
- The Weather Man (1962)
  - Deutsch: Die Wettermacher. In: Arthur C. Clarke (Hrsg.): Komet der Blindheit. Heyne (Heyne Science Fiction & Fantasy), 1971.
- The Lonely Man (1963)
- The Soft Woman (1964)
- Manfire (1965)
- The Being in the Tank (1967)
  - Deutsch: Der Mann im Höllenloch. In: Walter Ernsting, Thomas Schlück (Hrsg.): Galaxy 10. Heyne (Heyne Science Fiction & Fantasy #3116), 1968.
- The Doctor (1967)
  - Deutsch: Der Arzt. In: Damon Knight (Hrsg.): Damon Knight's Collection 3. Fischer Taschenbuch (Fischer Orbit #5), 1972, ISBN 3-436-01499-0.
- The Other Culture (1969)
- Welcome Centaurians (1969)
- The Weather on the Sun (1970)
- Motion Day at the Courthouse (1971)
- The Swan Song of Dame Horse (1971)
- The Tour (1971)
  - Deutsch: Hoher Besuch. In: Wulf H. Bergner (Hrsg.): Der verkaufte Planet. Heyne (Heyne Science Fiction & Fantasy #3255), 1971.
- Paradise Regained (1973, mit Theodore R. Cogswell, als Cogswell Thomas)
- Early Bird (1973, mit Theodore R. Cogswell)
- The Rescuers (1974)
- Players at Null-G (1975, mit Theodore R. Cogswell und Algis Budrys)
- The Family Man (1978)
- The Splice (1981)